# Svitlana Azarova
Svitlana Azarova (in ucraino Світлана Азарова?; Izmaïl, 9 gennaio 1976) è una compositrice ucraina-olandese di musica classica contemporanea, originaria della Repubblica socialista sovietica d'Ucraina (SSR). Vive a L'Aia.

## Biografia
Svitlana Azarova è nata il 9 gennaio 1976, a Izmaïl, allora nella SSR ucraina, ora in Ucraina. Dopo essersi diplomata in musica presso l'Istituto Pedagogico di Odessa nel 1996, Azarova è entrata al Conservatorio di Odessa, dove ha studiato composizione musicale, prima con il compositore ucraino Oleksandr Krasotov, e successivamente (fino al 2000) con l'autrice e compositrice ucraina Karmella Cepkolenko.
Nel 2003 Azarova ha partecipato per sei mesi al programma di borse di studio Gaude Polonia, presso l'Accademia di Musica Frédéric Chopin di Varsavia, sotto Marcin Blazewicz. Nello stesso anno, il Centro di musica di Dresda, in Germania, ha invitato Azarova a partecipare ad un progetto di borsa di studio all'interno del Dresdner Tage der zeitgenössischen Musik. Di questo progetto si è parlato nuovamente nell'ottava edizione di Musica viva a Monaco nel 2007.
La sua composizione Asiope è stata presentata in anteprima il 6 ottobre 2004 al Festspielhaus Hellerau.
Nel 2005 con una borsa di studio della società KulturKontakt Austria ha deciso di partecipare alla 9ª Accademia Internazionale di Nuova Composizione e Audio-Arte, Avantgarde Tirol con il professor Boguslaw Schaeffer e Richard Boulanger (Seefeld, Tirolo, Austria). In seguito ha preso la residenza permanente all'Aia e nel 2006 ha iniziato gli studi post-laurea al Conservatorio di Amsterdam con Theo Loevendie dove si è laureata in Master of Music nel dicembre 2007.
Nel 2007 ha lavorato come compositrice residente presso il Visby International Centre for Composers (VICC) a Gotland, e nel 2008 al Czech Music Information Center di Praga.
La sua composizione del 2011 Mover of the Earth, Stopper of the Sun, è stata commissionata per l'Orchestre National d'Île-de-France. L'opera tratta dello sconvolgimento rivoluzionario nella storia intellettuale europea innescato dalla visione del mondo eliocentrica presentata da Copernico.
Dal 2015 al 2016 ha lavorato all'opera Momo and the time Thieves commissionata dalla Royal Denmark Opera: la storia del bambino, che riportò alla gente il tempo rubato. Quest'opera è stata presentata in anteprima mondiale il 15 ottobre 2017 sul palco principale del Teatro dell'Opera di Copenaghen (Holmen).
Le opere di Azarova sono eseguite da ensemble e orchestre internazionali. Queste includono Petra Stump (clarinetto), Mariko Nishioka e Yuka Sugimoto (percussioni), Nieuw Ensemble (Paesi Bassi), Stephan Vermeersch, Marcel Worms (Paesi Bassi), L'Ensemble pass_ПОРТ diretto da Kevin John Edusei, l'ensemble polacco Sinfonia Iuventus diretto da Roman Rewakowicz, e la Eastern Connecticut Symphony Orchestra diretta da Toshiyuki Shimada.
Il 25 marzo 2023 Ulrich von Wrochem ha suonato nella Jakobuskirche Tübingen I fell into the Sky di Azarova in segno di solidarietà con l'Ucraina.

## Composizioni
- 2019 
  - Hoc Vinces! per grande orchestra
- 2015-2016 
  - Momo e i ladri del tempo; la storia del bambino, che riportò al popolo il tempo rubato. Opera in due atti per grande orchestra, coro e solisti. Basato sul romanzo Momo (romanzo) di Michael Ende; commissionato dalla Opera reale danese, prima mondiale il 15 ottobre 2017 sul grande palco del teatro dell'opera di Copenaghen (Holmen).[22]
- 2014 
  - Sinfonia dei centotrentuno Angstrom per grande orchestra
- 2013 
  - Concerto Grosso per violino, viola solista e orchestra d'archi
- 2011 
  - Mover of the Earth, Stopper of the Sun per orchestra sinfonica (ouverture), commissionato da ONDIF[23][24][25]
  - I caduto nel cielo... per viola solista eseguita in prima mondiale da Emlyn Stam del New European Ensemble
- 2010
- Pensieri puri trafitti sinfonia per grande orchestra[19][20][26][27]
- 2008 
  - Beyond Context per orchestra da camera, commissionato dall'Istituto Polacco di Kiev[28]
  - Da questo genere... per coro, ottoni e percussioni su parole di Oksana Zabuzhko
- 2007 
  - 300 gradini sopra per il carillon
  - Trojaborg per clarinetto solo[14]
  - Epiche per soprano, clarinetto basso, tromba, percussione, pianoforte, violino[29]
  - Un cortado para Michel per flauto barocco (traverso) e colonna sonora
  - Onderdrukte Haast (Fretta repressa) per quintetto di ottoni
  - Ogni martedì per ensemble con parole di Daniil Harms. Prima esecuzione mondiale da parte del Nieuw Ensemble
- 2006 
  - Suoni dal Pianeta Giallo per ensemble e registrazioni del canto di gola del virtuoso Khoomei Nikolay Oorzhak
  - Model Citizens per violoncello e pianoforte, commissionato da Doris Hochscheid e Frans van Ruth[30]
  - Valentina's Blues per pianoforte, commissionato da Marcel Worms e pubblicato nel suo CD Red, White and Blues, 32 New Dutch Blues[16][31]
- 2005 
  - Hotel Charlotte per quartetto d'archi
  - Immersione per violino e pianoforte
  - L'espresso mattutino del violinista per violino[32]
- 2004 
  - Outvoice, outstep e outwalk per clarinetto basso[15][33]
  - Asiope per ensemble[1][17][34][35][36]
- 2003 
  - Vai come preferisci per l'ensemble
  - Sinfonico Lana Sweet per grande orchestra sinfonica
  - Dei slavi per flauto, clarinetto, fisarmonica e violoncello
  - Ovest - Est per ensemble[1][17]
  - Non andate: non adesso per flauto, oboe e fagotto
  - Piedi in fiamme per 2 percussioni[12]
  - Funk Island per corno bassetto e pianoforte
- 2002 
  - Nella solitudine ghiacciata per 2 violoncelli
  - Axis of Every Karuss.... per clarinetto, pianoforte e violoncello[37][38]
- 2001 
  - Per quanto riguarda il Clot è Slowly... per tuba solista[37]
- 2000 
  - La danza degli uccelli per orchestra d'archi[37]
  - Cronometro per pianoforte[37]
- 1999 
  - Poema sinfonico per grande orchestra sinfonica
  - Schema per 5 violoncelli
  - Ciclo vocale Punito dall'Amore su versi di Ludmyla Olijnyk (in russo) per soprano e pianoforte
  - Sonata-Dittico per clarinetto e pianoforte